# Mina Inmaculada
La mina Inmaculada o unidad minera Inmaculada es una mina subterránea de oro y plata de 20 000 ha de extensión y consta de 40 concesiones mineras que opera en el departamento de Ayacucho en Perú. La operación se encuentra a cargo de la Compañía Minera Ares, filial del grupo británico Hochschild Mining.
Este yacimiento tiene una producción diaria de 3850 toneladas de mineral. Durante el 2020 el valor de esta producción representaba más del 60% de los flujos de efectivo de Hochschild.

## Ubicación
La unidad minera Inmaculada se localiza en el distrito de Oyolo, provincia de Páucar del Sara Sara, en el departamento de Ayacucho, entre 3900 y 4800 m s.n.m. El yacimiento se ubica en el distrito de Oyolo dentro de los terrenos superficiales que son posesión del anexo Huancute y de la comunidad campesina de Huallhua.
La unidad minera está delimitada por los cerros: Umachata, Machopata y Quello al Norte, Huarmopata al noreste, Pacachunta al este, Loma Ruiruruni al Sureste, Huallpi al sur, Huargaicha al Suroeste, San Salvador al oeste, Ccochaccocha al noroeste.
Las zonas mineralizadas se alojan en rocas volcánicas en forma de sistemas de vetas epitermales de cuarzo con mineralización de plata-oro.

## Historia
La exploración de la unidad minera Inmaculada empezó en 1990 llevada a cabo por la transnacional japonesa Mitsui Mining & Smelting Co. (Mitsui Kinzoku), luego la concesión fue transferida a Hochschild en 1992.
En 1998, la Compañía Minera Ares S.A.C. y Minera Argento, subsidiarias de Hochschild, realizaron trabajos de exploración regional y distrital en Ayacucho.
En 2007 la Minera Quellopata se estableció a partir de un acuerdo de empresa conjunta entre Hochschild y Ventura Gold Perú.El proyecto Inmaculada fue explorado por la Minera Quellopata y la inversión se estimaba en 315 millones de dólares.En marzo de 2013 se inicia la campaña anual de perforación por parte de la Minera Suyamarca. En diciembre de 2013 Hochschild Mining adquiere a IMZ y pasa a ser total propietario de la mina. Posteriormente la Minera Suyamarca S.A.C. fue absorbida por la Compañía Minera Ares S.A.C., filial de Hochschild Mining.

## Producción
En 2022 entregó alrededor de 237 000 onzas equivalentes de oro. Durante el primer semestre de 2023, Hochschild entregó una producción atribuible de 136 878 onzas equivalentes de oro o 12.4 millones de onzas equivalentes de plata.

## Conflictos sociales

### Conflicto con el caserío Casma Palla Palla
El 23 de noviembre de 2009, la empresa minera Quellopata S.A.C. del grupo Hochschild PLC y la comunidad campesina de Huallhua, firmaron un contrato de servidumbre minera de terreno superficial y servidumbre de paso sobre terrenos por un área de 870 ha por un plazo de 25 años. El caserío Casma Palla Palla, quienes son un anexo de esta comunidad campesina, aducen ser poseedores de estas tierras y desconocían de este contrato.Resulta importante mencionar que la octava Fiscalía Penal de Lima cursó el Exp. 71902014 al séptimo Juzgado Penal de Lima, por Delito Contra la Fe Pública, Falsificación de Firmas, encontrándose comprometidos en este hecho la empresa minera Quellopata y Suyamarca por una denuncia de una comunera de la comunidad campesina de Huallhua por presuntas irregularidades en la firma del contrato de servidumbre.
El caserío de Casma Palla Palla denunciaron que con la actividad minera se les redujo el área de pastoreo, el drenaje de sus fuentes de agua y la afectación del libre tránsito. Además,  en 2012 denunciaron ser atacados por personal de la minera Quellopata, este hecho fue denunciado ante la Fiscalía Penal Provincial de Pauza, la cual ordenó el archivo del caso en 2013 mediante Disposición Fiscal N.º 04-2013-MP-FPP-PSS. En 2015 también denunciaron ser víctimas de constantes ataques pero por parte del personal de seguridad de la minera Suyamarca con la presunta finalidad que se desplacen a áreas más altas. 
Frente a esta contaminación, los pueblos indígenas de Huancute, Patari, Belén, Anta, Cascara, Rivacayco y Ccalaccapch se unieron para crear rondas campesinas para evitar que los camiones cisterna continúen arrojando este tipo de residuos alrededor de sus pueblos, lagunas y ríos, como en el río Huaraguayco, el río Chaguaya, Panuiraqocha y otros.
En mayo de 2022, se acordó con los pobladores del caserío Casma Palla Palla el pago por el uso de los terrenos, habiéndose pagado el 60% y el abril de 2023 correspondería el 40% restante.El 27 de octubre de 2022, según representantes de la unidad minera Inmaculada un grupo aproximado de 30 personas pertenecientes al caserío Casma Palla Palla, bloquearon la vía de acceso a la unidad minera y realizaron destrozos de la propiedad privada.El 30 de octubre de 2022 se levantó el bloqueo tras la firma de un acta para retomar el diálogo el 10 de noviembre en Arequipa.

### Conflicto con la comunidad indígena Huancute
Miembros de la comunidad indígena Huancute llegaron a Lima el 28 de octubre de 2023 solicitando una mesa de diálogo, debido a que no identificaron desarrollo en su comunidad  pese a que la empresa minera tiene presencia más de 20 años en el lugar.
El 13 de noviembre de 2023, según testimonio del representante de Hochschild Mining, entre 30 a 50 personas de la comunidad indígena Huancute, perteneciente al distrito de San Francisco de Ravacayvo, provincia de Parinacochas, departamento de Ayacucho; ingresaron al perímetro de la unidad minera. Denunciaban que la minera Ares incumplía los contratos de 2011 y 2018 y por ello habrían resuelto el contrato de servidumbre.También denunciaron abuso policial hacia la población durante la protesta que realizaron.
Según el representante de la unidad minera, las personas que invadieron las instalaciones falsamente reclamaban ser propietarios ancestrales de las tierras, a pesar de que la zona es propiedad del estado peruano y otra parte de la comunidad campesina de Huallhua; y con ambos se suscribieron contratos de servidumbre vigentes. Y también cuentan con derechos de posesión otorgados por posesionarios del propio Anexo de Huancute y por la Asociación Qatary Huancute.Además, la empresa aseguró que anteriormente ya se le había pagado a Huancute 14 millones tras llegar a acuerdos.
El 20 de noviembre, presuntos comuneros de Huancute bloquearon los tres accesos a la unidad minera evitando la llegada de suministros y daños a la propiedad privada. La oficina de Gestión Social del Ministerio de Energía y Minas (MEM) convocó a una reunión para el 7 de diciembre en la ciudad de Huamanga, departamento de Ayacucho, la cual fue aceptada por ambas partes y contó con la participación de la Defensoría del Pueblo.

## Controversia en la aprobación de la segunda modificatoria del estudio de impacto ambiental
La segunda modificatoria del estudio de impacto ambiental (MEIA) se presentó con la finalidad de incorporar al plan de producción nuevas áreas que tienen similares características a las vetas en actual operación.
Joanna Fischer, gerente general del Senace, en un audio presionó a su equipo técnico de trabajadores para aprobar la Segunda MEIA de la Unidad Minera Inmaculada  en un plazo de 5 días a pesar de que presuntamente no habría suficientes elementos a favor de aprobar dicho estudio. Este estudio se aprueba el 1 de agosto de 2023 mediante Resolución directoral N.º 00104-2023-SENACE-PE/DEAR, con el estudio completamente aprobado se ampliaría el tiempo de actividad de la mina hasta el 2041 con una inversión estimada de 4.4 millones de dólares. Ignacio Bustamante, consejero delegado de la minera, declaró que continuaran trabajando con Senace en la revisión final del estudio de impacto ambiental.
En el mes de octubre de 2023, renunciaron 02 funcionarios del MINAM y 02 asesores de la presidencia ejecutiva del Senace por las presuntas presiones por aprobar este estudio de impacto ambiental.